# ユーリ・シモノフ
ユーリ・シモノフ（露: Ю́рий Ива́нович Си́монов；ラテン文字転写：Yuriy Ivanovich Simonov、1941年3月4日 - ）は、ロシアの指揮者。1969年、ボリショイ劇場にて「アイーダ」でデビュー。1998年からモスクワ・フィルハーモニー管弦楽団で首席指揮者を務めている。

## 経歴
1941年に旧ソ連のサラトフのオペラ歌手一家に生まれた。 1953年、12歳の時に学校のオーケストラでモーツァルトの交響曲第40番を指揮。レニングラード音楽院でニコライ・ラビノヴィチに師事して指揮法を学んだ。
1966年には全ソ連指揮者コンクールで優勝。1968年には第4回ローマ・サンタ・チェチーリア指揮者コンクールでロシア人として初めて優勝。この後、レニングラード・フィルハーモニー交響楽団でムラヴィンスキーの助手を務めて研鑽を積んだ。 1969年にはモスクワのボリショイ劇場に招かれ、「アイーダ」でオペラ指揮のデビューを飾った。そして、翌年の1970年には同歌劇団史上最年少で首席指揮者となり、1985年までその地位を保持して、これは現在のところ最長在任記録となっている。1998年にはモスクワ・フィルハーモニー管弦楽団の首席指揮者に就任。
教育者としては、1978年にモスクワ音楽院の指揮科教授となり、1991年まで務めた。

## 指揮活動について
欧州各国でのデビューは以下のとおりである。
- 1982年 コヴェント・ガーデン王立歌劇場にて「エフゲニー・オネーギン」で英国デビュー。
- 1986年 コヴェント・ガーデンのシーズン初日にヴェルディの「椿姫」を指揮。
- 1989年 ボストン交響楽団とロサンゼルス・フィルハーモニックで米国デビュー。
- 1994年 ベルギー国立管弦楽団の音楽監督に就任、後に名誉指揮者となる。

日本との関係
日本に関して言うと、モスクワ・フィルを伴っての来日は多く、NHK交響楽団にも客演している。以前はピアニストのフジ子・ヘミングをはじめとする、ソリストの伴奏者としての来日ばかりだったが、現在ではわずかながらオーケストラとの単独公演も開かれるようになっている。シモノフが披露する、昨今ではあまり聴かれなくなった、ブラスセクションを大きく鳴らし打楽器を炸裂させる重量感ある大きな音楽には、ファンとなる者も多い。来日時のアンコールに期待する声も多く、その際の踊っているような独特の指揮姿には、演奏中にもかかわらず会場から笑い声が漏れるほどである。楽屋口でのいわゆる「出待ち」にも気軽に応じ、ファン・サービスの精神が旺盛な指揮者といえる。
劇場上がりの指揮者であることからも推察されるように、その演奏曲目は非常に幅広く、チャイコフスキーやラフマニノフなどのロシア系は当然のこと、モーツァルトやベートーヴェンに始まり、ベルリオーズ、マーラーからイタリア・オペラに至るまで、多彩なレパートリーを持つ。

## 受賞・栄典
- ロシア功労芸術家（1971）
- ロシア人民芸術家（1976）
- ソ連人民芸術家（1981）[1]。

## 録音
特に名高いのは、自身も音楽監督を務めたベルギー国立管弦楽団とのショスタコーヴィチの交響曲第4番であるが、ロイヤル・フィルハーモニー管弦楽団とも多数の音盤を出版しており、オーケストラの明るい音色を活かした華々しい演奏には、「春の祭典」や「序曲1812年」などの諸作品に、高い評価が寄せられている。
「ユーリ・シモノフ・コレクション」と銘打たれた6枚のCDがロシア音楽協会から出版されているほか、メロディア・レーベルからは数種のオペラ作品がリリースされている。手兵との来日時には、一般流通していないモスクワ・フィルとの自主制作盤がロビー販売されている場合もある。

## 主な門下生
- サーシャ・マキラ